# Joscelin II z Courtenay
Joscelin II z Courtenay (ur. 1113, zm. 1159) – hrabia Edessy (1131—1149), tytularny hrabia Edessy (1150-1159). Syn Joscelina I i armenki Beatrycze, córki Konstantyna I Armeńskiego.
Joscelin II pochodził z możnego rodu de Courtenay - był czwartym i ostatnim władcą Hrabstwa Edessy. Jego syn nosił już tylko sam tytuł hrabiego Edessy. W 1125, po bitwie pod Azaz, młody Joscelin trafił do niewoli, ale został wykupiony przez króla Baldwina II. W 1131 jego ojciec Joscelin I został ranny w bitwie z Daniszmendydami i Edessa trafiła w ręce Joscelina II. Odmówił on ruszenia na pomoc ojcu, na czele resztek armii Edessy, więc Joscelin I ostatkiem sił odepchnął wrogów i sam zginął podczas walk. 
Joscelin II przejął władzę nad najsłabszą i najbardziej odizolowaną z ziem królestwa Jerozolimskiego. W 1138 sprzymierzył się z księciem Antiochii - Rajmundem z Poitiers, i cesarzem bizantyjskim - Janem II, przeciwko Zengi, atabegowi Aleppo. Zengi ich pokonał, a Jan II spróbował przyłączyć Edessę do Bizancjum, ale Joscelin II go odparł. W 1143 zmarli i Jan II i król Jerozolimy - Fulko Andegaweński - Edessa pozostała bez swoich potężnych sojuszników. W 1144 Zengi ponownie najechał Edessę i tym razem ją podbił. Joscelin uciekł do Turbessel, a kiedy Zengi zmarł w 1146 - próbował odbić Edessę. Pokonał go syn Zengi'ego - Nur ad-Din. W odpowiedzi krzyżowcy zwołali II krucjatę, ale nie zdołali odbić hrabstwa. Sam Joscelin w kwietniu 1150 został w drodze do Antiochii wzięty do niewoli przez rozbójników, następnie dostał się w ręce Nur ad-Dina, który kazał go oślepić i wtrącić do więzienia w Aleppo. Zmarł w cytadeli w Aleppo, w 1159.

## Małżeństwo i potomstwo
Poślubił Beatrycze i miał z nią troje dzieci:
- Joscelina III (zm. 1200), tytularnego hrabiego Edessy, pana seigneurie de Josselin (Saint-Jean-d'Acre),
- Agnieszkę z Courtenay, która poślubiła przyszłego króla Jerozolimy - Amalryka I, matkę Sybilli Jerozolimskiej i Baldwina IV Trędowatego,
- Izabelę z Courtenay, która w 1159 poślubiła Torosa II, księcia Armenii.